# Kardynałowie z nominacji Hadriana VI
Papież Hadrian VI (1522–1523) mianował tylko jednego kardynała na konsystorzu 10 września 1523:
1. Willem van Enckevoirt, biskup Tortosy, datariusz papieski – kardynał prezbiter Ss. Giovanni e Paolo, zm. 19 lipca 1534